# Alexandre Calame
Pour les articles homonymes, voir Calame (homonymie).
 (novembre 2016).
Si vous disposez d'ouvrages ou d'articles de référence ou si vous connaissez des sites web de qualité traitant du thème abordé ici, merci de compléter l'article en donnant les références utiles à sa vérifiabilité et en les liant à la section « Notes et références ».
Alexandre Calame, né le 28 mai 1810 à Corsier-sur-Vevey (cette partie de la commune de Corsier sera plus tard cédée à Vevey), et mort le 17 mars 1864 à Menton, est un peintre et graveur suisse.

## Biographie
Fils du tailleur de pierre Samuel David Calame et de Julie Borel, Alexandre Calame a été élevé dans des conditions modestes, d'abord à Cortaillod puis à Genève où la famille arrive en 1824. L'enfant, de constitution chétive, s'est trouvé très tôt orphelin de père et a eu la malchance de perdre un œil à la suite de coups reçus d'un camarade. Dès l'âge de 15 ans, il commence à gagner sa vie dans la banque Diodati.
Dès son enfance, il manifeste son talent artistique et, pour aider sa mère, se met à peindre des vues suisses que les touristes achètent à titre de souvenir. Faisant œuvre de mécènes, les patrons de la banque lui permettent[réf. nécessaire] de fréquenter dès 1829 l'atelier du peintre genevois François Diday. Il quitte bientôt son travail administratif pour se consacrer entièrement à la peinture, et celle-ci rencontre rapidement du succès
En 1835, il ouvre une classe de dessin à Genève, en même temps qu'il expose dans cette ville et à Paris. Le premier tableau qu'il présente à Genève, Cours du Griffe, attire l'attention sur lui. Dès lors, il peut vivre de son art, caractérisé par une fidélité jamais démentie à un même sujet: la Nature, avec une prédilection pour le paysage alpestre suisse. Il devient le maître incontesté du paysage alpin.
En 1837, il réalise son premier grand tableau, Orage sur la Handeck, qui lui vaut la médaille d'or de l'Exposition des beaux-arts de la ville de Paris (1841). En 1842, il reçoit la croix de la Légion d'honneur, à la suite de l'exposition de ses œuvres, dont : le Mont Cervin, la Jungfrau, le Lac de Brienz, le Mont Blanc et le Mont Rose. Ce dernier tableau est considéré comme son chef-d'œuvre et il marque l'apogée de sa carrière.
En 1850, après un voyage en Allemagne, il passe en Belgique et rencontre Eugène Verboeckhoven avec qui il collabore notamment sur une série de tableaux comme Le chevrier avec ses animaux au bord d'un lac ou Paysage avec chapelle et troupeau.

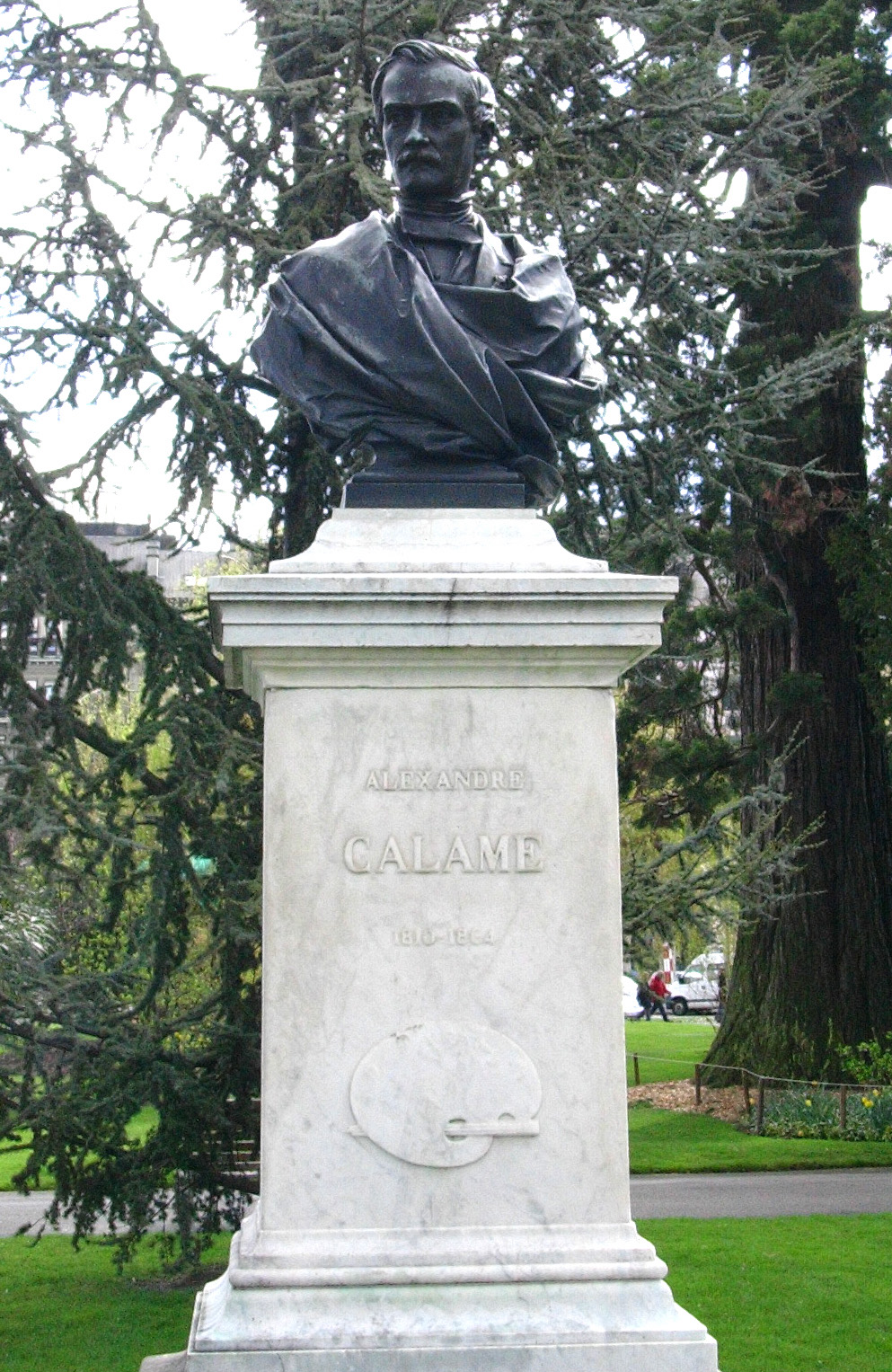
Monument à Calame, Genève.

En 1853, Napoléon III lui achète pour 15 000 francs-or sa toile Le Lac des Quatre-Cantons, primée à l'Exposition universelle. Calame fait de nombreux voyages dans l'Oberland, en Italie, en Allemagne, en Belgique, à Londres et en Hollande mais sa santé devenant de plus en plus précaire, ses campagnes de peintre paysagiste ne lui étaient de moins en moins permises. En 1863, le peintre tombe malade et son médecin lui conseille d'aller sous un ciel plus clément. Il alla séjourner dans le Midi de la France, à Menton où il meurt le 17 mars 1864.
L'artiste ne s'adonne pas seulement à la peinture mais également à l'art de la lithographie et à celui de l'eau-forte. Selon l'historienne d'art genevoise Valentina Anker, il existerait plus de 400 grands tableaux, 250 aquarelles, 500 études, 670 dessins et croquis, plus de 100 sépias et une vingtaine de fusains[réf. nécessaire]. 
Ses paysages de montagne ont été étudiés et copiés par les frères Apollinaire Vasnetsov et Victor Vasnetsov sur le conseil de leur professeur Michał Elwiro Andriolli pendant leurs études en Russie dans les années 1870.
Sa femme, pianiste, se prénommait Amélie (Müntzberger, mariage en 1834) et Alexandre Calame lui a écrit plus de 280 lettres,,,. Il est aussi le père du peintre et graveur Arthur Calame.
Alexandre Calame est inhumé au cimetière des Rois à Genève.

## Expositions
- Genève : Musée Rath : Musée de l'Athénée, 1957 (Cent ans de peinture genevoise : à l'occasion du centenaire de la Société des amis des beaux-arts)[9]

## Œuvres principales

Paysage suisse, Washington, National Gallery of Art.

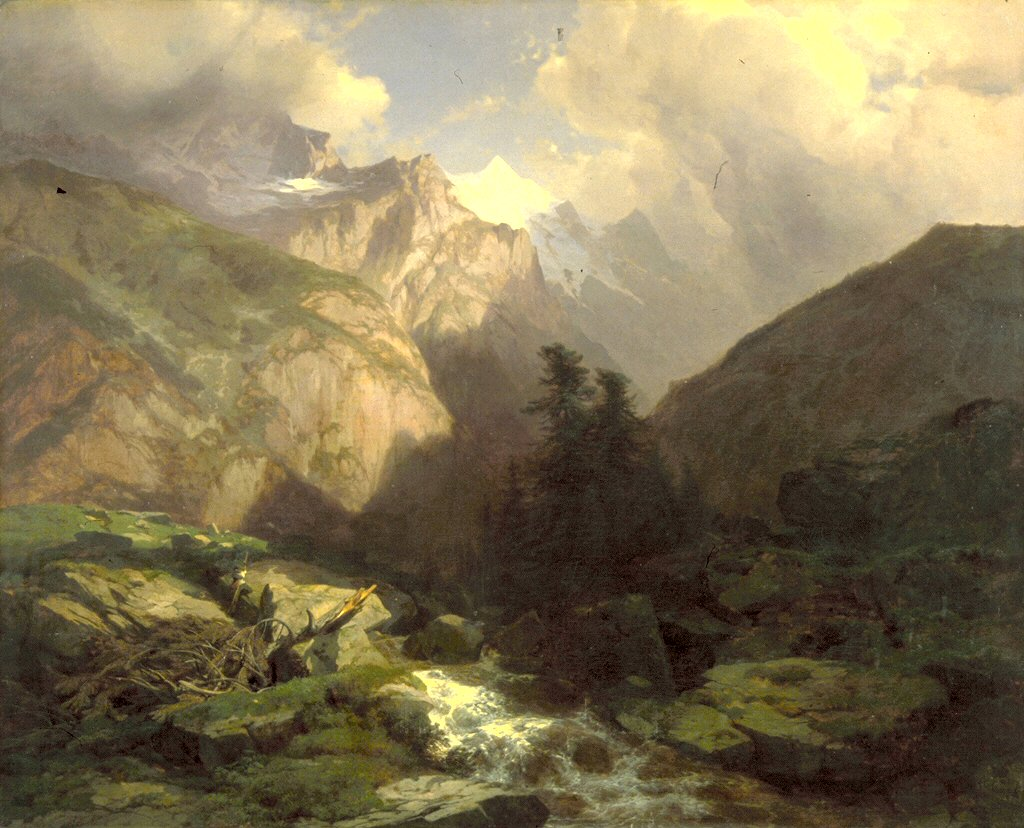
La Jungfrau, Suisse (1853-1855), Baltimore, Walters Art Museum.

- Bord du lac avec barque et personnage, 1830
- Maison à Vevey, 1832
- Paysage avec fermes
- Le Pont romain de Veytaux
- Cours du Griffe, 1835
- Vue du Staubbach, 1837
- L'Orage à la Handeck, 1839
- Effet de soleil sur les Hautes-Alpes en Valais, huile sur toile, 172x260 cm, 1843
- Ruines du temple de Pestum dans le royaume de Naples, 1845[10]
- Paysage alpestre, 1848
- Chênes battus par l'orage
- Le Mont Rose
- Le Mont Cervin
- La Jungfrau
- Le Mont Blanc
- Le Lac de Brienz
- Les Ruines de Paestum, 1847
- Le Wetterhorn
- L'Été, 1850
- Ciel d'orage au Pilate, 1861
- Le Torrent à Rosenlaui, 1862
- Les Quatre saisons
- Le Lac des Quatre-Cantons
- Barque sur le lac des Quatre-Cantons 1855
- Torrent des Alpes, 1849

## Collections publiques
- Kunstmuseum Basel
- Musée d'art et d'histoire de Genève
- Musée du Louvre
- Musée de Grenoble (dessins, estampes)

## Élèves
- Eugène Castelnau (1827-1894)

## Honneurs
- Chevalier de l'ordre de Léopold (1er décembre 1845)[11].
- Une rue de Genève porte son nom, la Rue Alexandre-Calame[12].